# مارکتبرگل
مارکتبرگل (به آلمانی: Marktbergel) یک شهر در آلمان است که در نوی‌شتات واقع شده‌است. مارکتبرگل ۱٬۶۱۹ نفر جمعیت دارد.